# Elza, Miltinho e Samba
Elza, Miltinho e Samba é o nono álbum de estúdio da cantora e compositora brasileira Elza Soares e o primeiro em colaboração com o cantor brasileiro Miltinho, lançado em 1967 pela Odeon, com produção musical de Lyrio Panicali.

## Antecedentes
1967 foi um ano agitado para Elza Soares. Além de ter recebido o diploma de Embaixatriz do Samba, por meio do Conselho de Música Popular do Museu da Imagem e do Som e ter feito shows como  “Bahia de todos os santos”, no Teatro Copacabana, e “Elza de todos os sambas”, no Teatro Santa Rosa, a intérprete também lançou o álbum O Máximo em Samba.

## Gravação
Elza, Miltinho e Samba foi produzido pelo maestro Lyrio Panicali e com direção artística de Milton Miranda, além de orquestrações de Orlando Silveira. No entanto, o trabalho também contou com co-produção do maestro Nilsinho. Diferentemente dos álbuns totalmente solo de Elza, o projeto com Miltinho traz vários medleys, com a junção de várias faixas em só uma. O repertório traz composições de Noel Rosa, Dorival Caymmi, Nilton Bastos e outros.

## Lançamento e legado
Elza, Miltinho e Samba foi lançado em 1967 pela Odeon em vinil e se tornou, ao longo dos anos, um dos títulos mais importantes da carreira de Elza Soares na década de 1960. A parceria renderia ainda mais dois álbuns.
Em 2003, o álbum foi relançado pela primeira vez em CD pela caixa de coleção Negra, com reedição de Marcelo Fróes, com a inclusão de 4 faixas bônus, singles avulsos da época.
A edição digital do álbum foi lançada nas plataformas digitais em 2018.

## Faixas
A seguir lista-se as faixas de Elza, Miltinho e Samba:
Lado A
1. "Com Que Roupa/Se Você Jurar"
2. "Beijo Na Bôca/Moreninha Do Pom Pom Grená/Tem Que Ter"
3. "Boogie-Woogie Na Favela/Bonitâo/Eu Quero Um Samba/Pourquoi (Essa Nêga Sem Sandália)"
4. "Se Você Visse"
5. "Todo Dia É Dia"

Lado B
1. "Enlouqueci/Fica Doido Varrido/Obsessão/Só Eu Sei/É Bom Parar/Calado Venci/Vai Que Depois Eu Vou/Já Vai?"
2. "Mal De Amor"
3. "Antonico"
4. "Louco De Saudade/Meu Primeiro Amor/A Primeira Vez/A Carta"